# خانه‌ای که خورشید از آن برآمد
خانه‌ای که خورشید از آن برآمد قسمت ششم مجموعه تلویزیونی لاست (گمشده) می‌باشد.